# 全普庵撒里
全普庵撒里（？—1358年），字子仁，元朝高昌人。
全普庵撒里开始担任中书省检校，当时太师汪家奴擅权用事，台谏无人敢言，全普庵撒里历数他的罪过，没有惧色。拜为监察御史，先弹劾汪家奴十罪，于是被黜。但是气节自振，攻击权贵，朝臣莫不畏惧。出为广东廉访使，不久改任兵部尚书。未几，授为赣州路达鲁花赤。至赣州，揭发恶奸，一州肃然。至正十一年（1351年），颍州红巾军起义，他修筑城垒，旬月之间，守御的器具完备。于是发公帑，募勇士，得兵三千人，每天练习，都可作为兵士。属县有被红巾军所攻陷的，往往派兵收复，境内得安。至正十六年（1356年），以功被任命为江西行省参政，分省于赣州。至正十八年（1358年），江西下流诸州为陈友谅所占据，于是和总管哈海赤戮力同守。陈友谅派部将幸文才率兵围赣州，使人威胁他投降。全普庵撒里斩杀其使，每天穿甲登城守御。力战四个月，兵少粮尽，义兵万户马合某沙想要举城归降陈友谅，全普庵撒里不从，于是自刎而死。元廷得知，赠谥儆哀。

## 传記資料
- 《元史》卷一百九十五 列傳第八十二 忠义三